# ジョン・セシル (第6代エクセター伯爵)

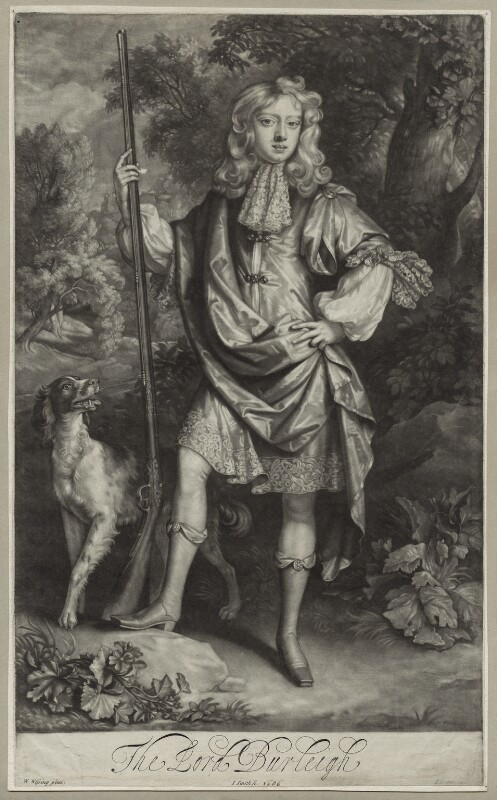
第6代エクセター伯爵

第6代エクセター伯爵ジョン・セシル（英語: John Cecil, 6th Earl of Exeter、1674年5月15日 – 1721年12月31日）は、イギリスの貴族。1678年から1700年までバーリー卿の儀礼称号を使用した。

## 生涯
第5代エクセター伯爵ジョン・セシルとアン・キャヴェンディッシュ（1649年頃 – 1704年）の長男として1674年5月15日に生まれ、21日に洗礼を受けた。家庭教師（マシュー・プライアー）から教育を受けた後、1692年と1693年に外国を旅行した。
1695年イングランド総選挙でラトランド選挙区から出馬して庶民院議員に当選、コート派となることが予想されたが、実際に議会に入ると野党（カントリ派）として活動した。そのあと、1700年8月29日の父の死去に伴いエクセター伯爵の爵位を継承した。
1702年4月22日、アン女王の戴冠式に参加した。また、1701年から1720年頃までピーターバラ首席治安判事を、1712年から1715年までラトランド統監を務めた。
1721年12月31日に死去、1722年1月22日に埋葬された。長男ジョンが爵位を継承した。

## 家族
1697年2月9日、アナベラ・ベネット（Annabella Bennet、1697年7月30日没、初代オッスルストン男爵ジョン・ベネットの娘）と結婚したが、2人の間に子供はいなかった。1699年9月19日、エリザベス・ブラウンロー（Elizabeth Brownlow、1681年5月18日 – 1723年11月28日、第3代準男爵サー・ジョン・ブラウンローの娘）と再婚、5男1女を儲けた。
- ジョン（1700年 – 1722年） - 第7代エクセター伯爵、生涯未婚
- ブラウンロー（1701年 – 1754年） - 第8代エクセター伯爵、子供あり
- ウィリアム（1702年ごろ – 1727年7月19日） - 1718年2月12日にインナー・テンプルに入学、1718年4月15日にケンブリッジ大学セント・ジョンズ・カレッジに入学[3]
- フランシス[4]
- チャールズ（1726年没） - 生涯未婚[5]
- エリザベス（1707年頃 – 1733年） - 1722年頃、ウィリアム・エイズラビー（英語版）と結婚、子供あり